# Casa de la Dirección General de Hidráulica del Dique San Roque
Casa de la Dirección General de Hidráulica del Dique San Roque, «Chalet de Hidráulica», o «El embudo» fueron los nombres con los que se conoció el centro clandestino de detención ubicado a orillas del lago San Roque, provincia de Córdoba. El centro, dependiente del Departamento de Informaciones de la Policía de la Provincia de Córdoba (D-2), funcionó entre 1976 y 1979.

## Ubicación
El CCD (que aun existe el edificio donde se halló) estaba ubicado sobre una pequeña península unos 500 m del embudo y del paredón del dique (31°22′34.31″S 64°26′16″O / -31.3761972, -64.43778).

## Origen
Este chalet pertenecía, desde su construcción en la  década del 40, a la Dirección Provincial de Hidráulica.
En los '70, la Policía de la Provincia de Córdoba argumentó tener información sobre un posible atentado terrorista contra el paredón del dique por parte de grupos guerrilleros, lo que produjo la cesión del chalet a modo de poder custodiar la zona. Así llegó a manos del grupo represivo del D-2.

## Accionar represivo
La incorporación del chalet al circuito represivo data de 1976.
Según los informes de la CONADEP, en chalet fue utilizado con distintos fines: se usó como lugar de tránsito o de tortura para detenidos-desaparecidos de otros campos, o como centro para el desarme de vehículos militares utilizados en la represión, o robados en la vía pública para los mismos fines. Prueba de ello es el testimonio del señor J.C. (Legajo N° 6139):

Pude observar en el patio de la casa, vehículos que eran desarmados o virtualmente desmantelados. Recuerdo un Renault 12, entre otros. Los vehículos deben haber sido arrojados al dique, porque pude ver una vez diversos chasis, cuando bajaron las aguas.

Este testimonio fue corroborado por la misma CONADEP al rescatar, por medio de buzos, automóviles en las inmediaciones del CCD, entre ellos el Renault 12 mencionado.
El 9 de julio de 1978, se encontró el cadáver de un hombre joven, maniatado, que presentaba golpes, quemaduras y extremidades fracturadas, enterrado en un pozo cercano al chalet de Hidráulica. Este hallazgo, más la participación de la policía de Carlos Paz, quedaron registrados en el «Libro de Tareas y Novedades del Destacamento de Náutica, Caza, Pesca», y en el libro de sumarios de la policía local, con fecha julio de 1978.
Otro de los relatos ofrecidos proviene del expolicía Ramón Roque Calderón, exmiembro del Departamento de Informaciones (D-2), exguardia de dos centros clandestinos de detención durante la última dictadura y testigo en el segundo juicio por delitos de lesa humanidad en Córdoba, que relató cómo fue torturado y asesinado el subcomisario Ricardo Fermín Albareda e identificó a sus asesinos.
Calderón, en dicho relato calculó que vio pasar a «más de doscientos detenidos» por el Chalet de Hidráulica.
Respecto al caso Albareda ―subcomisario y militante del PRT que fue secuestrado el 26 de septiembre de 1979―, declaró que sus captores fueron el jefe del D-2, Raúl Pedro Telleldín, junto con los policías Hugo Cayetano Britos y Américo Pedro Romano.
Además indicó que;

Llegaron de civil con Albareda, que estaba con uniforme de policía y esposado. Lo ataron con alambre a una silla. Telleldín le dijo a Britos que le arrancara las insignias y que lo degradara. Luego Telleldín les anticipó lo que vendría: «Esto les va a servir de ejemplo para el día que traicionen a la policía. Vea "Kung Fu" lo que les pasa a los traidores. Van a morir igual», les dijo. Tras aplicarle una golpiza salvaje, Telleldín sacó un bisturí y le dijo a Albareda: «Usted camina por el peso de las bolas. Se las voy a cortar». Y le cortó los testículos

Añadió que en ese momento pidió retirarse porque «se sentía mal» y que luego le contaron que Telleldín le introdujo en la boca de la víctima sus propios testículos y se la cosió. Recordó también que durante la sesión de torturas «pusieron música a todo lo que daba para tapar los gritos» y que luego Telleldín, los hermanos Antonio y Hugo Carabante (compañeros en la guardia durante esa noche), Britos y Romano comieron un asado al aire libre.
Sobre el destino final del cuerpo de Albareda, Calderón comentó que supo, por los hermanos Carabante, que Britos y otro chofer lo cargaron en un auto y se lo llevaron, aunque nunca se supo dónde, y que Telleldín ordenó que limpiaran la sangre «con lavandina».
Además de los mencionados, pasaron por el chalet otros represores como Rodolfo Aníbal Campos (Jefe de la Policía de Córdoba en 1979), César Roberto Cejas (Jefe de la D-2), Calixto Luis Flores y Juan Reinoso.

## Hechos posteriores
Aunque el centro dejó de funcionar como tal en 1979, recién entre 1982 y 1983 la casa fue restituida a la Dirección Provincial de Hidráulica. En ella todavía se podían encontrar marcas del accionar represivo: las paredes de las habitaciones estaban cubiertas con manchas de sangre, aun quedaban esposas incrustadas en la pared, y se encontraron colchones sucios.  Los funcionarios que recibieron la casa, decidieron sacar los revoques y pintar todo nuevamente a fin de sacar las manchas de sangre.
El 21 de junio de 1984, la CONADEP realizó un reconocimiento del chalet en compañía de tres testigos que habían estado secuestrados allí. Todos reconocieron la ubicación y el aspecto general de la casa.
A mediados de la década del 80, durante el gobierno de Eduardo Angeloz, la casa pasó a depender directamente de la Casa de Gobierno de la Provincia siendo parcialmente modificada.
En 2008 un equipo de arqueólogos del Museo de Antropología de la Universidad Nacional de Córdoba realizó un peritaje en los pisos del Chalet para rastrear alguna evidencia. Entre otras cosas se encontraron con que las viejas baldosas rojas y blancas narradas por las víctimas, que habían sido reemplazadas.
En la actualidad el Chalet de Hidráulica pertenece a la agencia Córdoba Turismo y está habitada por una familia de cuidadores. Fue abierta al público durante un día el 15 de mayo de 2010.